# Anthropologie numérique
L'anthropologie numérique, parfois appelée anthropologie digitale en référence au terme anglais, est l'étude de la relation entre l'Homme et la technologie numérique, mais aussi un domaine de recherche sur les activités humaines observées au sein de l'espace numérique, qu'elles soient de type sociale ou culturelle.
À la croisée des domaines de l'anthropologie et de la technologie tout en étant sujet à une évolution constante, ce champ de recherche peu regrouper un ensemble varié de dénominations tel que : l'ethnographie numérique, la techno-anthropologie, l'anthropologie virtuelle, cyber-anthropology, voir l'anthropologie visuelle, bien que cette discipline ne se limite pas uniquement à l'espace numérique.

## Différentes approches de l'anthropologie numérique

### Un terrain de recherche sur l'humain (ethnographie numérique, du virtuel)
Pour certains anthropologues le cyberespace en lui-même peut être considéré comme constitutif de nouveaux terrains de recherche anthropologique. L'ethnographie de ces terrains permettrait l'observation, l'analyse et l'interprétation de phénomènes socioculturels qui surgissent dans cet espace interactif qu'est internet. Un certain nombre d'anthropologues universitaires ont mené des ethnographies des mondes virtuels, par exemple les études de Bonnie Nardi sur World of Warcraft, et de Tom Boellstorff sur Second Life. Internet est alors appréhendé en terrain auto-suffisant nécessitant la création d'outils de conceptualisation et de représentation notamment pour la sociologie des communautés virtuelles et de la cyberculture. À l'inverse Internet peut être intégré à l'enquête anthropologique d'un champ social plus large et plus complexe où Internet innerve l’ensemble de la quotidienneté des acteurs sociaux et peut provoquer des transformations importantes, y compris là où une minorité de gens est reliée à Internet,. Ainsi, grâce à la technologie numérique, un certain nombre de communautés nationales et transnationales, pouvant être géographiquement limitée, font émerger un ensemble de normes et pratiques sociales. L'anthropologie numérique étudie par exemple diverses communautés construites autour des logiciels libres et ouverts. L'anthropologue américaine, Gabriella Coleman a fait un important travail ethnographique sur la communauté du logiciel Debian, les groupes de consommation collaborative et des groupes plus politiquement motivés comme Anonymous ou Wikileaks.

### Un regard sur les orientations technologiques (techno-anthropologie)
Les techniques traditionnelles de l'anthropologie comme l'ethnographie, l'observation participante, l'entretien et la prise en compte de la réflexivité peuvent fournir des informations utiles pour les concepteurs afin d'adapter et d'améliorer la technologie. Ces informations peuvent également être utilisées par les décideurs (politiques, d'agences de développement, économiques...) pour optimiser et faciliter l'implantation et les usages des technologies numériques. L'anthropologie numérique s'inscrit alors dans un cadre plus large d’anthropologie engagée où l'intervention de l'anthropologue contribue à articuler les dimensions sociales et techniques pour inscrire les TIC dans un contexte plus global. Les Fab Lab, par exemple, représentent un terrain de recherche intéressant en anthropologie numérique en raison de leurs potentiels d'innovation à la fois social et technique.

### Des technologies utilisées dans l'activité de recherche
Pour la plupart des anthropologues, la technologie a maintenant une présence tangible au stade de la recherche pour le travail de terrain (enregistrement des données, blogg...), d'analyse (logiciels de statistique...) et pour le processus de publication (revue en ligne, contenu multimédia...).

### Un champ d'étude des interactions humain-technologie (cyber-anthropology)
Certains universitaires concentrent leurs études sur les aspects culturels des interactions entre les êtres humains et la technologie (systèmes cybernétiques). Les interactions étudiées incluent les tentatives visant à fusionner les artefacts technologiques avec l'homme et d'autres organismes biologiques, la société humaine avec un environnement culturellement façonné.

## Débats actuels

### Méthodologie
En termes de méthodologie, il y existe un désaccord entre les partisans des enquêtes exclusivement réalisées en ligne et ceux qui considèrent que l’enquête ne sera complète que si les sujets sont étudiés de manière holistique, à la fois en ligne et hors ligne. Tom Boellstoff a mené une recherche de trois ans en tant qu'avatar dans le monde virtuel de Second Life. Il défend la première approche, affirmant qu'il est non seulement possible mais nécessaire de s'engager avec des sujets « dans leurs propres termes ». D'autres chercheurs, comme Daniel Miller ou Monique Selim, défendent une vision plus holistique où l'enquête ethnographique ne devrait pas exclure l'examen de la vie du sujet à l'extérieur de l'Internet.

### Post-humain
Théoriquement, le débat porte sur ce que c'est que d'être humain, un problème qui est au cœur de la démarche anthropologique. Cette approche, issue de la théorie postmoderne, a été contestée par l'argument que l'Internet n'a pas créé la "virtualité" puisque la culture elle-même joue le rôle de médiateur dans notre compréhension du monde.

## Formations universitaires
De nombreuses universités proposent des modules qui couvrent le domaine de l'anthropologie numérique, et certaines universités proposent, sous divers noms, des cursus spécialisés en anthropologie numérique: Université Lumière Lyon-II, Université du Québec à Montréal, UCLouvain, Université Rennes 2 et École des hautes études en sciences sociales,  University College London, Kansas State University, Binghamton University, Aalborg University.